# Свети Георги (Лъджа)
Вижте пояснителната страница за други значения на Свети Георги.
„Свети Георги“ (на гръцки: Αγίου Γεωργίου) е православна църква в сярското село Лъджа (Терма), Гърция, част от Сярската и Нигритска епархия.
Църквата е разположена в западния край на селото. Изградена е в 1950 година и е осветена в 1952 година. Към енорията принадлежи и параклисът „Свети Спиридон“.